# Cratoneuron kerguelense
Cratoneuron kerguelense là một loài Rêu trong họ Amblystegiaceae. Loài này được (Mitt.) Broth. mô tả khoa học đầu tiên năm 1925.